# Hiromasa Yamamoto
Hiromasa Yamamoto (jap. 山本 浩正 Yamamoto Hiromasa; ur. 5 czerwca 1979) – japoński piłkarz występujący na pozycji bramkarza.

## Kariera klubowa
Od 1998 do 2011 roku występował w klubach Júbilo Iwata, Vissel Kobe, Cerezo Osaka, Ehime FC i SC Sagamihara.